# Smiercz
Smiercz (ros. Смерч, Tornado) – pancernik marynarki wojennej Imperium Rosyjskiego.

## Dowódcy
- Paweł Tyrtow (1869–1872)
- Wasili Ignatius (1891–1892)
- Bruno von Vietinghoff (1893)